# Епархия Инсбрука

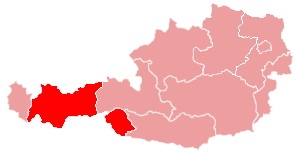
Карта расположения епархии Инсбрука

Епархия Инсбрука (лат. Dioecesis Oenipontana) — епархия Римско-католической Церкви с центром в городе Инсбрук, Австрия. Епархия Инсбрук входит в архиепархию Зальцбурга. Кафедральным собором епархии Инсбрука является собор святого Иакова.

## История
В 1921 году Святой Престол учредил апостольскую администратуру Инсбрука-Фельдкирха, выделив её из епархии Больцано-Бриксена.
6 августа 1964 года Римский папа Павел VI издал буллу Sedis Apostolicae, которой преобразовал апостольскую администратуру Инсбрука-Фельдкирха в епархию.
8 декабря 1968 года Римский папа Павел VI издал буллу Christi Caritas, которой разделил епархию Инсбрука-Фельдкирха на две части — епархию Инсбрука и епархию Фельдкирха.

## Список ординариев епархии
- епископ Сигизмунд Вайц (1921—1938) — апостольский администратор,
- епископ Паулус Руш (15.10.1938 — 13.08.1980),
- епископ Райнхольд Штехер (15.12.1980 — 10.10.1997),
- епископ Алоис Котгассер (10.10.1997 — 27.11.2002),
- епископ Манфред Шойер[нем.] (21.10.2003 — 18.11.2015),
- епископ Герман Глеттер[нем.] (27.09.2017 — н. в.).

## Источник
- Annuario Pontificio, Libreria Editrice Vaticana, Città del Vaticano, 2003, ISBN 88-209-7422-3
- Булла Sedis Apostolicae  (лат.)